# Pseudosyngaster pallidus
Pseudosyngaster pallidus är en stekelart som först beskrevs av Edward S. Gourlay 1928.  Pseudosyngaster pallidus ingår i släktet Pseudosyngaster och familjen bracksteklar. Inga underarter finns listade i Catalogue of Life.